# Don Frye
Don Frye (Sierra Vista, Arizona, 23 de novembro de 1965) é um ex-lutador de MMA estadunidense. Começou sua carreira no UFC, onde obteve sucesso e lutou também no Pride. Se consagrou campeão do evento UFC 8.
Foi protagonista de uma das lutas mais violentas da história do MMA, contra o japonês Yoshihiro Takayama, no evento Pride 21 em 2002, luta em que saiu vencedor.

## Resultados no MMA
| Cartel no MMA       |             |            |
| 31 lutas            | 20 vitórias | 9 derrotas |
| Por nocaute         | 10          | 5          |
| Por finalização     | 8           | 2          |
| Por decisão         | 1           | 2          |
| Por desqualificação | 1           | 0          |
| Empates             | 1           | 1          |
| No contest          | 1           | 1          |

| Res.    | Cartel     | Oponente           | Método                                                    | Evento                                 | Data                    | Round | Tempo | Local                               | Notas                                                       |
| ------- | ---------- | ------------------ | --------------------------------------------------------- | -------------------------------------- | ----------------------- | ----- | ----- | ----------------------------------- | ----------------------------------------------------------- |
| Derrota | 20–9–1 (1) | Ruben Villareal    | Nocaute (socos)                                           | Gladiator Challenge: Mega Stars        | 11 de dezembro de 2011  | 1     | 2:30  | Lincoln, California, Estados Unidos | For the Gladiator Challenge Light Heavyweight Championship. |
| Derrota | 20–8–1 (1) | Dave Herman        | Nocaute técnico (socos)                                   | Shark Fights 6: Stars & Stripes        | 12 de setembro de 2009  | 1     | 1:00  | Amarillo, Texas, Estados Unidos     |                                                             |
| Vitória | 20–7–1 (1) | Ritch Moss         | Finalização (estrangulamento)                             | Shark Fights 4: Richards vs Schoonover | 2 de maio de 2009       | 1     | 2:48  | Lubbock (Texas), Estados Unidos     |                                                             |
| Derrota | 19–7–1 (1) | Ikuhisa Minowa     | Finalização (chave de perna)                              | Deep: Gladiator                        | 16 de agosto de 2008    | 1     | 3:56  | Okayama, Japão                      |                                                             |
| Vitória | 19–6–1 (1) | Bryan Pardoe       | Nocaute (socos)                                           | NLF: Heavy Hands                       | 26 de janeiro de 2008   | 1     | 0:47  | Dallas (Texas), Estados Unidos      |                                                             |
| Derrota | 18–6–1 (1) | James Thompson     | Nocaute técnico (socos)                                   | Pride 34                               | 8 de abril de 2007      | 1     | 6:23  | Saitama, Japão                      |                                                             |
| Vitória | 18–5–1 (1) | Kim Min-Soo        | Nocaute (socos)                                           | Hero's 7                               | 9 de outubro de 2006    | 2     | 2:47  | Yokohama, Japão                     |                                                             |
| Vitória | 17–5–1 (1) | Yoshihisa Yamamoto | Finalização (estrangulamento)                             | Hero's 6                               | 5 de agosto de 2006     | 1     | 4:52  | Tóquio, Japão                       |                                                             |
| Empate  | 16–5–1 (1) | Ruben Villareal    | Empate                                                    | KOTC: Predator                         | 13 de maio de 2006      | 3     | 5:00  | Globe, Arizona, Estados Unidos      |                                                             |
| Vitória | 16–5 (1)   | Akebono            | Finalização (guilhotina)                                  | Hero's 5                               | 3 de maio de 2006       | 2     | 3:50  | Tóquio, Japão                       |                                                             |
| Derrota | 15–5 (1)   | Yoshihiro Nakao    | Decisão (unânime)                                         | K-1 Premium 2004 Dynamite              | 31 de dezembro de 2004  | 3     | 5:00  | Osaka, Japão                        |                                                             |
| NC      | 15–4 (1)   | Yoshihiro Nakao    | No contest (corte causado por cabeçada acidental)         | K-1 MMA ROMANEX                        | 22 de maio de 2004      | 1     | 1:19  | Saitama, Japão                      |                                                             |
| Derrota | 15–4       | Gary Goodridge     | Nocaute (chute na cabeça)                                 | Pride Shockwave 2003                   | 31 de dezembro de 2003  | 1     | 0:39  | Saitama, Japão                      |                                                             |
| Derrota | 15–3       | Mark Coleman       | Decisão (unânime)                                         | Pride 26                               | 8 de junho de 2003      | 3     | 5:00  | Yokohama, Japão                     |                                                             |
| Derrota | 15–2       | Hidehiko Yoshida   | Finalização (chave de braço)                              | Pride 23                               | 24 de novembro de 2002  | 1     | 5:32  | Tóquio, Japão                       |                                                             |
| Vitória | 15–1       | Yoshihiro Takayama | Nocaute técnico (socos)                                   | Pride 21                               | 23 de junho de 2002     | 1     | 6:10  | Saitama, Japão                      | Fight of the Year (2002).                                   |
| Vitória | 14–1       | Ken Shamrock       | Decisão (dividida)                                        | Pride 19                               | 24 de fevereiro de 2002 | 3     | 5:00  | Saitama, Japão                      |                                                             |
| Vitória | 13–1       | Cyril Abidi        | Finalização (estrangulamento)                             | Inoki Bom-Ba-Ye 2001                   | 31 de dezembro de 2001  | 2     | 0:33  | Saitama, Japão                      |                                                             |
| Vitória | 12–1       | Gilbert Yvel       | Desqualificação (segurando as cordas, acertando os olhos) | Pride 16                               | 24 de setembro de 2001  | 1     | 7:27  | Osaka, Japão                        |                                                             |
| Vitória | 11–1       | Eric Valdez        | Finalização (estrangulamento)                             | Unified Shoot Wrestling Federation 5   | 20 de junho de 1997     | 1     | 0:49  | Amarillo, Texas, Estados Unidos     |                                                             |
| Vitória | 10–1       | Tank Abbott        | Finalização (estrangulamento)                             | Ultimate Ultimate 96                   | 7 de dezembro de 1996   | 1     | 1:22  | Birmingham, Alabama, Estados Unidos | Wins the Ultimate Ultimate 96 Tournament.                   |
| Vitória | 9–1        | Mark Hall          | Finalização (chave de pé)                                 | Ultimate Ultimate 96                   | 7 de dezembro de 1996   | 1     | 0:20  | Birmingham, Alabama, Estados Unidos | UFC Ultimate Ultimate 1996 Semi-Final.                      |
| Vitória | 8–1        | Gary Goodridge     | Nocaute técnico (desistência)                             | Ultimate Ultimate 96                   | 7 de dezembro de 1996   | 1     | 11:19 | Birmingham, Alabama, Estados Unidos | UFC Ultimate Ultimate 1996 Quarter-Final.                   |
| Vitória | 7–1        | Mark Hall          | Finalização (estrangulamento)                             | U-Japão                                | 17 de novembro de 1996  | 1     | 5:29  | Japão                               |                                                             |
| Derrota | 6–1        | Mark Coleman       | Nocaute técnico (socos)                                   | UFC 10                                 | 12 de julho de 1996     | 1     | 11:34 | Birmingham, Alabama, Estados Unidos | For the UFC 10 Tournament Championship.                     |
| Vitória | 6–0        | Brian Johnston     | Nocaute técnico (finalização no cotovelo)                 | UFC 10                                 | 12 de julho de 1996     | 1     | 4:37  | Birmingham, Alabama, Estados Unidos | UFC 10 Tournament Semi-Final.                               |
| Vitória | 5–0        | Mark Hall          | Nocaute técnico (socos)                                   | UFC 10                                 | 12 de julho de 1996     | 1     | 10:21 | Birmingham, Alabama, Estados Unidos | UFC 10 Tournament Quarter-Final.                            |
| Vitória | 4–0        | Amaury Bitetti     | Nocaute (socos)                                           | UFC 9                                  | 17 de maio de 1996      | 1     | 9:22  | Detroit, Michigan, Estados Unidos   |                                                             |
| Vitória | 3–0        | Gary Goodridge     | Nocaute técnico (finalização por socos)                   | UFC 8                                  | 16 de fevereiro de 1996 | 1     | 2:14  | Bayamón, Porto Rico                 | Wins the UFC 8 Tournament.                                  |
| Vitória | 2–0        | Sam Adkins         | Nocaute Técnico (paralisação do médico)                   | UFC 8                                  | 16 de fevereiro de 1996 | 1     | 0:48  | Bayamón, Porto Rico                 | UFC 8 Tournament Semi-Final.                                |
| Vitória | 1–0        | Thomas Ramirez     | Nocaute (socos)                                           | UFC 8                                  | 16 de fevereiro de 1996 | 1     | 0:08  | Bayamón, Porto Rico                 | UFC 8 Tournament Quarter-Final.                             |

## Cartel
| Total         | Total   | 20 Vitórias | 9 Derrotas |
| ------------- | ------- | ----------- | ---------- |
| 30 lutas      | Nocaute | 7           | 5          |
| Finalização   | 11      | 2           |            |
| Decisão       | 1       | 2           |            |
| Empate        | 1       | 1           |            |
| Sem Resultado | 1       | 1           |            |